# Allison Wagner
Allison Wagner (ur. 21 lipca 1977) – amerykańska pływaczka specjalizująca się w stylu zmiennym, medalistka olimpijska i mistrzostw świata.
W 1994 r. została wybrana najlepszą pływaczką na świecie.